# Ulrich Bettac
Ulrich Ewald Berthold Bettac (né le 2 mai 1897 à Stettin, mort le 20 avril 1959 à Vienne) est un acteur et metteur en scène germano-autrichien.

## Biographie
Ulrich Bettac est élève de l'école d'art dramatique du Deutsches Theater de Berlin en 1916-1917. Après avoir été exempté de la deuxième année scolaire, il entre au Théâtre d'État d'Oldenbourg en 1917-1918. De 1919 à 1921, il joue au Neues Theater de Francfort-sur-le-Main, puis sur les scènes berlinoises, notamment avec Victor Barnowsky au théâtre Lessing.
À partir de 1927, il est engagé dans des rôles de bon vivant et à partir de 1945 comme acteur de genre au Burgtheater de Vienne. Après l'Anschluss, Bettac, qui avait été déjà partisan du nazisme et membre de la brigade  SA 6, devient directeur adjoint de la Chambre du théâtre du Reich. Le 1er mai 1938, il rejoint le NSDAP. Du 23 août 1938 au 30 avril 1939, il est directeur intérimaire du Burgtheater, car le futur directeur, Lothar Müthel, est victime d'un grave accident de voiture. Bettac met également en scène quelques pièces de théâtre, notamment à l'Akademietheater. Tant en tant qu'acteur qu'en tant que metteur en scène, il préfère la comédie de mœurs. Après la Seconde Guerre mondiale, il lui est interdit de jouer jusqu'en 1948.
Après quelques rôles au cinéma muet, Bettac est rarement vu comme acteur pendant longtemps, mais dans les années 1930, il met en scène les dialogues dans les films Die Geliebte von Paris (1936, inachevé), Manege (1937) et Die große und die kleine Liebe (1937). Ce n'est que dans les années 1950 qu'il assume de nombreux petits rôles au cinéma.
Le Kammerschauspieler Bettac agit en tant que président du personnel du théâtre autrichien et en tant que président exécutif de l'association "Künstler helfen Künstlern". Il est le porteur de l'anneau d'honneur du Burgtheater.
Il est enterré au cimetière central de Vienne dans une tombe à l'origine honorifique (groupe 13 B, rangée 1, numéro 13), qui est classée en 2020 comme tombe historique avec garde.

## Filmographie
- 1921 : Begierde
- 1922 : Der politische Teppich
- 1923 : Tout pour l'or
- 1924 : Die Herrin von Monbijou
- 1924 : Das Mädel von Capri (de)
- 1924 : In den Krallen der Schuld
- 1924 : Mutter und Sohn
- 1925 : Die unberührte Frau
- 1925 : Die Beute
- 1926 : Falsche Scham - Vier Episoden aus dem Leben eines Arztes (de)
- 1926 : Frauen, die den Weg verloren
- 1926 : Herbstmanöver
- 1931 : Eine Nacht im Grandhotel
- 1949 : Duel avec la mort
- 1949 : Profondeurs mystérieuses
- 1949 : Mein Freund, der nicht nein sagen kann (de)
- 1950 : Der Wallnerbub (de)
- 1951 : Le Paysan allègre
- 1951 : Tanz ins Glück
- 1952 : Abenteuer in Wien (de)
- 1952 : Knall und Fall als Hochstapler (de)
- 1952 : Vienne, premier avril an 2000
- 1952 : Die große Versuchung
- 1953 : Fräulein Casanova (de)
- 1953 : Masque en bleu
- 1953 : Pünktchen und Anton (de)
- 1953 : Arlette erobert Paris (de)
- 1953 : Die geschiedene Frau (de)
- 1953 : Divorcée (de)
- 1954 : Ein Haus voll Liebe
- 1954 : Le Beau Danube bleu
- 1955 : Trois Hommes dans la neige
- 1955 : André et Ursula (de)
- 1955 : Götz von Berlichingen
- 1955 : Mozart
- 1955 : Sissi
- 1956 : Ein tolles Hotel (de)
- 1956 : Sissi impératrice
- 1957 : Der Verschwender (TV)
- 1957 : L'Aubergiste des bords du Danube
- 1958 : Eva küßt nur Direktoren
- 1958 : Man ist nur zweimal jung (de)
- 1959 : Immer die Mädchen (de)